# ديفيد ر. ليندبرغ
ديفيد ر. ليندبرغ (بالإنجليزية: David R. Lindberg)‏ هو عالم حيوانات أمريكي، ولد في 1948 في هارتلاند في الولايات المتحدة.